# Wintersonnenwende – Die Jagd nach den sechs Zeichen des Lichts
Wintersonnenwende – Die Jagd nach den sechs Zeichen des Lichts (Original: The Seeker: The Dark Is Rising) ist ein US-amerikanischer Fantasyfilm von Regisseur David L. Cunningham aus dem Jahr 2007 und basiert auf dem 1973 erschienenen zweiten Teil der erfolgreichen, im deutschsprachigen Raum allerdings vergleichsweise unbekannten Jugendbuchserie Wintersonnenwende der britischen Schriftstellerin Susan Cooper.
Der Film handelt vom Kampf der Mächte des Lichts gegen die Dunkelheit; er weicht allerdings ganz erheblich von der Romanvorlage ab und fiel sowohl bei Filmkritikern als auch beim Publikum in den Vereinigten Staaten durch. Der Film startete am 11. Oktober 2007 in den deutschen Kinos.

## Handlung
Vor über 1000 Jahren endete eine große Schlacht des Lichts gegen die Finsternis mit einem knappen Sieg der guten Seite, die somit die Erde und die Menschheit rettete, ohne jedoch die dunkle Seite vollständig vernichtet zu haben. Um die Machtstruktur des Lichtes zu schützen, versteckte man ihre Kraft in sechs Zeichen, die lediglich ein besonderer Kämpfer des Lichtes, ein sogenannter „Zeichensucher“, ein furchtloser Krieger aus den Reihen der unsterblichen „Uralten“, der Diener des Lichts, mit Hilfe eines Buches finden kann.
In der Gegenwart erheben sich die wieder erstarkten Mächte der Finsternis. Man benötigt einen Auserwählten, einen neuen „Uralten“, der alle Zeichen finden und somit dem Licht wieder innerhalb von fünf Tagen zur alten Stärke verhelfen kann, damit die Menschheit nicht unterworfen wird. Diesen Zeichensucher entdecken die „Uralten“ Merriman Lyon und Miss Greythorne in dem zurückhaltenden, pubertierenden 13-jährigen Schüler Will Stanton, dem zweitjüngsten Spross einer amerikanischen Großfamilie, die seit einigen Monaten in England lebt. Ohne es zu wissen, ist er der Letzte der „Uralten“.
Will spürt erstmals an seinem 14. Geburtstag, kurz vor Weihnachten, ein Zeichen und wird fortan von beängstigenden Dämonen sowie von einem furchteinflößenden dunklen Reiter verfolgt. Zugleich verliebt sich der Junge in die attraktive Maggie, die allerdings mit seinem älteren Bruder James anbändelt und zudem mit dem schwarzen Reiter kollaboriert.
Nachdem er sich seinem Schicksal gefügt hat und er in die mysteriöse Aufgabe eingewiesen wurde, macht er sich daran, die sechs Zeichen des Lichtes in verschiedenen Zeitepochen zu finden, um die Macht des dunklen Reiters zu bannen. Als siebter Sohn eines siebten Sohnes unternimmt der mit übernatürlichen Fähigkeiten ausgestattete Schüler diverse Zeitreisen, meistert diverse Gefahren und deckt eine Serie geheimnisvoller Spuren auf, die ihn nach und nach zu den Zeichen führen.
Auf seiner Mission wird er dabei aber immer wieder von Gesandten des dunklen Reiters gestört, die ihrerseits nach Bruchstücken suchen und ihm immer wieder zusetzen. Mit dem Wiedererstarken der Macht verändert sich auch die Wetterlage auf der Erde. Zunehmende Wetterkapriolen sorgen dafür, dass sich die Situation der Menschen dramatisch verschlechtert. Nebenbei erfährt man, dass Will einen verschollenen Zwillingsbruder hat, der kurz nach seiner Geburt verschwand.
Kurz vor Ablauf der verbliebenen Zeit ändert der schwarze Reiter seine Taktik, bedroht massiv Wills Familie und hetzt seine Angebetete, Maggie, auf ihn, die sich als alternde Hexe entpuppt und später eliminiert wird. Nachdem der mittlerweile fast vollständig erstarkte Reiter Wills beschützende Uralten dezimiert, besinnt sich Will wieder auf die Suche nach dem letzten Zeichen, welches er in seiner eigenen Seele findet. Mit den sechs Bruchstücken nimmt er den Kampf gegen den Reiter auf. Es gelingt ihm, den Unbekannten abzuwehren und ihn zu bannen.
Am Ende des Films erwachen die totgeglaubten „Diener des Lichts“, während der glückliche Will seinem verschollenen Zwillingsbruder Tom begegnet, den er zu seiner Familie führt.

## Synchronisation
Die deutsche Synchronisation entstand 2007 nach einem Synchronbuch und unter Dialogregie von Christian Weygand im Auftrag der Film- & Fernseh-Synchron in München.
| Schauspieler/in       | Rolle           | Synchronsprecher/in     |
| --------------------- | --------------- | ----------------------- |
| Alexander Ludwig      | Will Stanton    | Tobias John von Freyend |
| Christopher Eccleston | Dunkler Reiter  | Bernd Vollbrecht        |
| Ian McShane           | Merriman Lyon   | Reinhard Brock          |
| James Cosmo           | Mr. Dawson      | Ulf J. Söhmisch         |
| Jim Piddock           | alter George    | Thomas Rauscher         |
| Amelia Warner         | Maggie Barnes   | Maren Rainer            |
| Frances Conroy        | Miss Greythorne | Kornelia Boje           |
| John Benjamin Hickey  | John Stanton    | Pierre Peters-Arnolds   |
| Wendy Crewson         | Mary Stanton    | Susanne von Medvey      |
| Gregory Smith         | Max Stanton     | Stefan Günther          |
| Drew Tyler Bell       | James Stanton   | Patrick Roche           |
| Emma Lockhart         | Gwen Stanton    | Maresa Sedlmeir         |